# Маргарита (миссионерка)
Маргарита (швед. Margareta, ок. 1369 — не ранее 1414) — саамская женщина, занимавшаяся христианским миссионерством и обратившая в христианство многих саамов Швеции. Её деятельность была в значительной степени уникальной, поскольку нет сведений ни о других женщинах-миссионерах в Швеции, ни о других представителях саамов (независимо от их пола), занимавшихся миссионерством. Исходя из сохранившихся документов, деятельность Маргариты получила одобрение как со стороны королевы Маргариты (которая после создания Кальмарской унии была фактической правительницей трёх королевств — Дании, Швеции и Норвегии), так и со стороны духовенства.
Маргарита искала поддержки как у представителей духовенства, так и у мирян. Известно, что 22 апреля 1389 года францисканец Филиппус Петри передал в Стокгольме Маргарите рекомендательное письмо в Вадстенский монастырь. В другом письме Петри рассказывает о трудах Маргариты, направленных на покаяние саамов и их обращение в христианство, — и называет Маргариту инструментом божьим, подобным Святой Бригитте.
Известно также письмо епископа Стренгнесского Торда, в котором он пишет, что восхищается бескорыстными усердиями простой и неграмотной женщины. В этом письме он также просит передать королеве Маргарите просьбу саамки Маргариты о том, чтобы епископ Уппсалы и епископ Або (Турку) отправили миссионеров в Лапландию. В августе 1389 года королева Маргарита и епископ Лундский издали распоряжение о том, что епископу Уппсальскому следует организовать такую отправку миссионеров.
Сохранился также документ, датировка которого затруднена, написанный представителем церкви в Уппсале, в котором говорится о том, что на Маргариту снизошло несколько откровений, однако нет возможности достоверно опеределить, божественную либо дьявольскую они имеют природу.
Последний документ, в котором упоминается Маргарита, датируется 17 мартом 1414 года.